# Нгара
Нгара (суахили и англ. Ngara) — небольшой город и община (ward / shehia) на северо-западе Танзании, на территории области Кагера. Административный центр одноимённого округа.

## Географическое положение
Город находится в юго-западной части области, к югу от реки Кагера, вблизи границ с Бурунди и Руандой, на высоте 1806 метров над уровнем моря.
Нгара расположена на расстоянии приблизительно 180 километров к юго-западу от города Букоба, административного центра провинции и на расстоянии приблизительно 1060 километров к северо-западу от столицы страны Дар-эс-Салама.

## Население
По данным официальной переписи 2012 года численность населения Илагалы составляла 20 968 человека, из которых мужчины составляли 46,8 %, женщины — соответственно 53,2 %.

## Транспорт
Вблизи Нгары расположен одноимённый аэропорт (ICAO: HTNR).